# Neonuncia opaca
Neonuncia opaca är en spindeldjursart som beskrevs av Forster 1954. Neonuncia opaca ingår i släktet Neonuncia och familjen Triaenonychidae. Inga underarter finns listade i Catalogue of Life.